# Jean Folly
Pour les articles homonymes, voir Folly.
Jean Folly, né le 8 septembre 1810 à Villarepos (originaire du même lieu) et mort le 24 mai 1854,, (ou le 25 mai 1854) à Fribourg, est une personnalité politique suisse, membre du Parti radical-démocratique.
Il est membre du Conseil national de fin 1848 à fin 1851 et du Conseil d'État du canton de Fribourg, à la tête de la Direction de la justice, de juin 1849 jusqu'à sa mort.